# Президентские выборы в Азербайджане (2008)
Выборы Президента Азербайджана состоялись 15 октября 2008 года.
По данным на 12:00 (16 октября), на выборах президента Азербайджана приняли участие 4,8 млн человек или 75,64 % от общего числа лиц, имеющих право избирать.
На пост президента государства претендовали семь кандидатов. Это действующий президент, лидер правящей партии «Новый Азербайджан» Ильхам Алиев, председатель оппозиционной партии «Умид» («Надежда») Игбал Агазаде, лидер Партии великого созидания Фазиль Мустафаев, председатель партии «Народный фронт целостного Азербайджана» Гудрет Гасангулиев, лидер партии «Современный Мусават» Хафиз Гаджиев, председатель Либерально-демократической партии Фуад Алиев и независимый кандидат Гуламгусейн Алибейли.
Часть азербайджанской оппозиции бойкотировала выборы.
Кандидат в президенты Хафиз Гаджиев признал своё поражение на выборах.

## Результаты выборов
Победителем президентских выборов в Азербайджане стал Ильхам Алиев, набрав 88,73 % голосов.
| Кандидат             | Число голосов | Доля Голосов |
| -------------------- | ------------- | ------------ |
| Ильхам Алиев         | 3 232 259     | 88,73 %      |
| Игбал Агазаде        | 104 279       | 2,86 %       |
| Фазиль Мустафаев     | 89 985        | 2,47 %       |
| Гудрет Гасангулиев   | 83 037        | 2,28 %       |
| Гуламгусейн Алибейли | 81 120        | 2,23 %       |
| Фуад Алиев           | 28 423        | 0,78 %       |
| Хафиз Гаджиев        | 23 771        | 0,65 %       |

ЦИК Азербайджана представил итоги президентских выборов в Конституционный суд для утверждения. Согласно закону Конституционный суд официально объявляет сведения об итогах выборов президента Азербайджанской Республики в течение 14 дней со дня голосования. Решение Конституционного суда является окончательным. В соответствии с конституцией Азербайджана, инаугурация лица, избранного президентом, проходит в течение трёх дней, начиная со дня официального объявления Конституционным судом данных об итогах президентских выборов.

## Выводы
ОБСЕ обнародовало своё мнение по поводу президентских выборов в Азербайджане: «При том, что президентские выборы ознаменовали значительный прогресс в направлении к соответствию обязательств в рамках ОБСЕ и других международных стандартов, особенно в отношении некоторых технических аспектов администрирования выборов, процесс выборов не соответствовал некоторым обязательствам в рамках ОБСЕ».
Представители нескольких европейских стран, а также США назвали выборы 2008 года в Азербайджане более демократичными, чем предыдущие.